# Blackbox
Blackbox — це простий і мінімалістичний менеджер вікон. Він орієнтований на користувачів, котрі полюблять швидке і просте графічне оточення. За компактність і швидкість роботи доводиться розплачуватись відсутністю багатьох корисних функцій, котрі можна, за бажанням, підлаштувати до Blackbox. Також за умовчанням, налаштування Blackbox виконується лише в текстових редакторах шляхом редагування файлів конфігурації.
Blackbox не підтримує запуск програмного забезпечення за допомогою іконок (хоча це можна виправити за допомогою idesk). Зазвичай програми для запуску вибирають зі списку, який з'являється при нажаті правою клавішею миші по стільниці.
За умовчанням на стільниці Blackbox немає нічого, крім невеликої панелі з назвою стільниці, годинника, списку запущених програм.

## Схожі менеджери
Існує декілька менеджерів вікон, котрі дуже схожі на Blackbox:
- Fluxbox
- Openbox (до версії 3)